# Galatás (palácio minoico)
O chamado palácio de Galatás ou palácio de Galatas, também conhecido como Galatianie Kephalas, é um sítio arqueológico a uma cidade (ou "palácio") minoico no centro da ilha de Creta, Grécia, no município de Minoa Pediada e na unidade regional de Heraclião.
Só foi descoberto e escavado no início da década de 1990. O assentamento foi construído perto do cume de uma colina a 410 metros de altitude, com excelentes vistas para os campos em volta e no lado oriental de uma vale que se estende até à baía junto a Ágios Ionnis e Krateros, situada a leste do aeroporto de Heraclião. Imediatamente a nordeste da colina do sítio arqueológico encontra-se a colina no cimo da qual fica a aldeia de Galatás, que dista 800 metros em linha reta das ruínas. O sítio encontra-se 5,5 km a noroeste de Arcalochóri, 13 km a sudoeste de Castéli e 30 km a sul-sudeste de Heraclião.
O sítio reveste-se de particular importância pois inclui um palácio construído apenas num período, o neopalaciano, ou mais exatamente no Minoano Médio IIIB (1 600–1 550 a.C.) / Minoano Recente IA (1 550–1 520 a.C.) ao contrário da generalidade dos outros palácios minoicos, que usualmente foram construídos e reconstruídos várias vezes, em muitos casos tendo havido demolição de construções anteriores, com os novos edifícios construídos sobre os restos dos anteriores, o que torna muito complicada a compreensão da arquitetura. As escavações foram iniciadas em 1992 e em 1992 foi feito o anúncio da descoberta de um novo palácio minoico por George Rethemiotakis, o arqueólogo responsável pelos trabalhos. As escavações no palácio foram terminadas em 2005, mas continuaram em edifícios fora do palácio propriamente dito.
As escavações tiveram apoio financeiro do Instituto para a Pré-história do Egeu. No final da década de 1990 decorria um processo de expropriação do sítio pelo estado grego e falava-se em transformá-lo num parque arqueológico, o que  ainda não se concretizou. O local não está aberto ao público.

## Descrição do palácio
O palácio ocupa uma área de 4 925 m². Foi construído entre 1 700 a.C. e 1 650 a.C., destruído por um fogo, reconstruído c. 1 600 a.C. e novamente destruído em 1 500 a.C., talvez por um terramoto. O seu amplo pátio, com 16 por 32 metros, é pavimentado e está orientado segundo um eixo norte-sul. É o quarto maior pátio de um palácio minoico de Creta, a seguir ao de Cnossos, Mália e Festo. Originalmente era rodeado por um edifício com quatro alas. A ala mais bem preservada é a oriental, enquanto que as alas ocidental e sul estão muito danificadas. A extremidade norte do pátio tem uma face de silhar de alvenaria, na qual cerca de 50 blocos têm marcas de pedreiros. Dos frescos originalmente existentes apenas restam alguns fragmentos.
Aparentemente os construtores cingiram-se a um plano inicial, apenas tendo efetuado uma ou duas mudanças durante a construção. A mais importante destas mudanças foi a inclusão de uma stoa na ala ocidental. Esta foi parcialmente demolida, derrubando as partes superiores das paredes, e o entulho resultante foi usado para o enchimento dos buracos, elevar os pavimentos e para restaurar as partes inferiores das paredes, que se mantiveram como fundações da ala reconstruída.

### Ala oriental
Esta ala é a melhor conservada das quatro existentes em volta do pátio central; mede 70 por 60 metros. O salão central foi usado para cozinhar, para banquetes e como local de encontro. O andar de cima foi usado como armazém e possivelmente para aparições públicas em varandas. Cozinhar, comer e beber parece ter tido algo de primeira importância para os residentes do palácio, atendendo às dimensões das áreas existentes para essas atividades e ao número elevadíssimo e enorme variedade de recipientes destinados a essas atividades, os quais foram encontrados um pouco por todo o palácio. De todas as partes da ala oriental, as únicas que não faziam parte da configuração arquitetónica original são as chamadas salas 11 e 12, que constituem o "Local de Cozinha" e foram adicionadas no Minoano Médio IIIB.
Giorgos Rethemiotakis sugere que os banquetes cerimoniais provavelmente decorriam em duas áreas do piso térreo: o Salão do Pilar (sala 17) e o Salão da Coluna (sala 14). Segundo ele, «o uso de uma lareira monumental num dos salões, a preparação de refeições na cozinha e os banquetes oferecidos no salão com a lareira e no salão com o pilar e com os bancos ou até mesmo escadarias, a  de víveres nas divisões nas despensas, juntamente com as aparições pessoais dos participantes nas varandas que dão para a cidade e para o pátio central, representam uma reunião simbólica da cidade com o palácio que é ratificada pelos banquetes.»
É possível que cerimónias similares tenham tido lugar na sala 22 do extremo norte da ala ocidental. Como o "Local de Cozinha" da ala oriental, provavelmente essa sala foi abandonada antes da destruição final do palácio. Os achados arqueológicos apontam para que comer, beber e talvez também rituais de purificação tenham sido ali realizados em volta de uma plataforma e uma lareira circular adjacente. Os achados dessa área incluem um grande número de copos, jarras, ossos de animais e alguns queimadores de incenso.
O consumo em larga escala de comida e bebida não estava confinada ao palácio; decorria igualmente em casas perto dele. No Edifício 1, situado 100 metros a sudeste do palácio, e no Edifício 3, no canto noroeste da ala norte, foram encontradas grandes quantidades de restos de utensílios de mesa e ossos de animais, o que evidencia que a população da cidade imitava os hábitos de banquetes do palácio.
Os arqueólogos salientam que o consumo a este nível implicava que a cidade tivesse controlo direto ou indireto de uma extensa área agrícola e de grandes quantidades de gado em volta do assentamento. Isso mesmo é atestado pela elevada quantidade de utensílios para moagem de cereais encontrada no palácio. 

### Ala norte

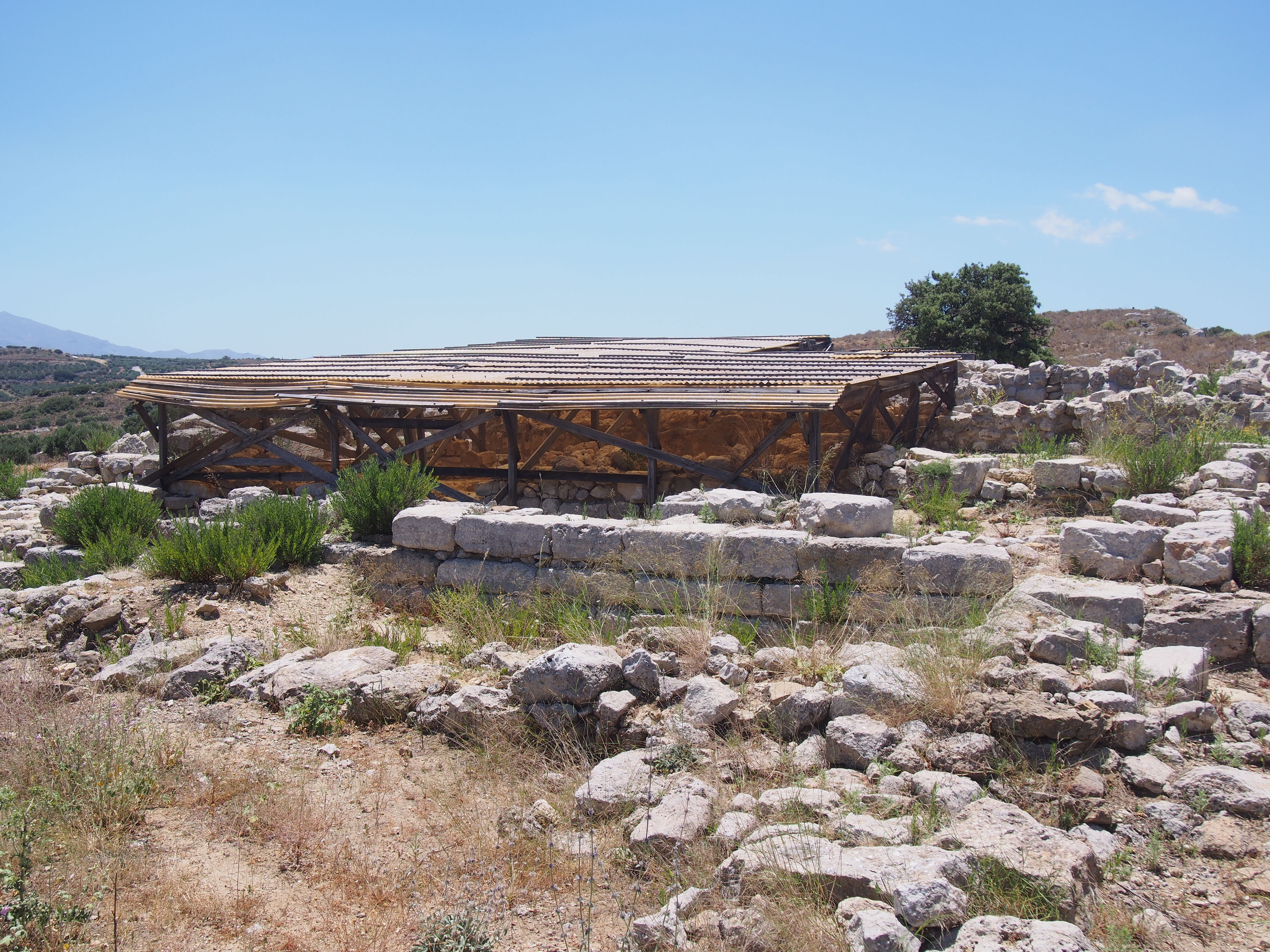

A ala norte albergava uma área residencial para oficiais do palácio. A importância do edifício é evidente. Tinha uma fachada impressionante virada para o pátio central, na qual cinco janelas laterais se abriam para o pátio e é possível que no andar superior houvesse janelas similares.
As três salas com janelas (salas 42, 46 e 45) foram projetadas como uma unidade distinta, pois comunicavam entre elas mas existia apenas uma entrada para o exterior. O acesso às salas equivalentes do piso superior era feito pela sala 51 através das escadarias 50 e 53 e o acesso para norte, onde se situavam apartamentos de oficiais importantes, era feito através do corredor 52. Nesta última parte havia um "Salão Minoico",[a] salas adjacentes (48b, 54, 55 e 56), uma escadaria (48a) e outras salas.
Os materiais de construção usados para construir a ala norte também atestaram a sua importância. Os pavimentos e os degraus da escadaria foram cobertos com uma fina camada de gesso, branco no chão e vermelho nas escadas. As paredes do poço de iluminação eram de alvenaria revestida e as jambas das portas eram de gipsita, um luxo que só se encontra nesta ala norte. Devido ao palácio ter sido abandonado antes da sua destruição final no Minoano Recente IA (1 550–1 520 a.C.), pouco foi encontrado nestas áreas.

## A cidade
Apesar do palácio datar do período neopalaciano, no local já existia uma cidade próspera no período protopalaciano (1 900–1 700 a.C.). Um edifício na ala ocidental do palácio mostra evidências de atividade controlada centralmente num cenário não palaciano. Num edifício com não mais do que 40 m² há evidências de que a moagem de cereais era organizada numa escala muito maior do que seria necessária para as sustentar as pessoas que ali viviam. Foram ali descobertas 70 mós e centenas de vaso para beber, o que sugere que banquetes cerimoniais podem ter tido lugar nas salas do andar de cima do edifício. Uma parte da cerâmica era originária de Cnossos e Festo e um pedaço de uma pega de marfim de uma espada sugere que um indivíduo de estatuto elevado viveu no edifício ou supervisionou o trabalho e/ou os banquetes cerimoniais.
Um pocuo mais tarde, no Minoano Médio III (MM III), foi construída uma mansão onde posteriormente se iria situar a ala oriental do palácio. Essa mansão foi muito danificada por um incêndio, ocorrido ainda no MM III, sendo as ruínas incorporadas na ala leste do palácio. No Salão do Pilar (sala 17) dessa ala foi descoberta uma lareira com uma camada de cinza, a primeira descoberta desse tipo da Creta minoica. A lareira mede 3 por 1,5 metros e foi encontrada numa sala com quatro pilares. Debaixo da camada foi descoberto um exemplo da influência de Cnossos em Galatás, na forma de um fragmento de uma pintura de parede com parte de uma paisagem rochosa e uma construção em madeira, possivelmente um santuário. Esta pintura é o mais antigo fresco de Creta cuja data foi calculada com precisão. Data do MM IIIA (século XVII a.C.).

## Crise
Quando se chega ao nível do Minoano Recente IA (MR IA; 1 550–1 520 a.C.) algo parece correr mal em Galatás — áreas inteiras do palácio foram subitamente abandonadas, mas o tipo de objetos que se esperaria encontrar num nível de destruição não existem. Foi encontrada muito pouco olaria desse período e aparentemente o hábito de celebrar refeições comunais declinou dramaticamente ou chegou mesmo a desaparecer completamente. Na ala oriental, os armazéns (salas 5 a 10) e o Local da Cozinha (11 e 12) usadas para guardar e preparar comida para todo o palácio foram abandonados. As portas e escadarias para o piso superior (salas 16, 19 e 20) foram bloqueadas e o Salão da Coluna (14) tornou-se uma cozinha. Só o Salão do Pilar parece ter conservado a sua função de área de receção e local de reunião até ao fim.
Na ala norte os acessos a ao pátio central são fechados por uma parede construída acima da porta entre o vestíbulo (sala 39) e o corredor (43), de forma que a área não pode ter sido usada como anteriromente. A porta no corredor da sala 42 foi também selada, pelo que o grupo de três salas com as suas cinco janelas no piso térreo (42, 45 e 46) deixaram de ser usadas. O acesso à escadaria 50-53 foi também encerrado, bloqueando o acesso às salas do andar de cima que dá para o pátio central, ao mesmo tempo que a sala 51 foi transformada numa moagem.
Ao que parece, durante a última fase de ocupação, o palácio praticamente tinha deixado de ser o edifício central e as atividades que nele ocorriam anteriormente passaram a ser levadas a cabo numa escala muito menor noutras partes do complexo, por exemplo, nos salões do Pilar e da Coluna da ala oriental e no Salão Minoico da ala norte.
Rethemniotakis acredita que toda a área em volta do palácio, conhecida como Pediada, foi atingida por uma crise súbita. Ele sustenta esta opinião com algumas evidências de outros locais da região. Por exemplo, na caverna-santuário de Arcalochóri, os arqueólogos encontraram os restos daquilo que ele acredita ter sido um grande carregamento de metal sagrado que ia ser fundido. Segundo Rethemniotakis, é provável que esse carregamento tivesse sido escondido na caverna para que ficasse a salvo de pilhagens, mas ninguém voltou para recuperá-lo por causa da crise que assolou toda a região.
O que quer que tivesse constituído a crise, o certo é que o palácio de Galatás nunca recuperou. A Creta minoica prosperou ao longo do MR IA mas em Galatás e nos seus arredores isso não aconteceu. Depois da destruição e abandono do palácio, a recuperação foi iniciada no MR IB (1 520–1 430 a.C.), mas na cidade e não no palácio. Antigos edifícios foram então restaurados ou reconstruídos. Há evidências que a moagem de cereais continuou a ser uma atividade importante, especialmente no Edifício 2. No Edifício 3 nota-se um desenvolvimento comum a muitos locais de Creta no MR IB: a conversão de uma parte da área residencial em espaços de armazenamento. O salão de refeições foi também abandonado, o que parece assinalar o fim definitivo dos banquetes cerimoniais.